# Exozytose

Arten der Exozytose

Exozytose ist eine Art des Stofftransports aus der Zelle heraus. Dabei verschmelzen, „fusionieren“ im Cytosol liegende Vesikel mit der Zellmembran und geben so die in ihnen gespeicherten Stoffe frei. Die erste Verbindung zwischen dem Lumen des Vesikels und dem Extrazellularraum wird als Fusionspore bezeichnet. Die genaue Beschaffenheit der Fusionspore sowie die biophysikalischen Mechanismen der Membranfusion sind noch ungeklärt. Rein physikalisch wirken bei sehr naher Annäherung zweier Membranen riesige Abstoßungskräfte. Dennoch vollzieht sich z. B. die Exozytose synaptischer Vesikel innerhalb von einer Millisekunde.
Man kann die Exozytose in 2 verschiedene Arten aufteilen:
1. konstitutive Exozytose
2. rezeptorvermittelte Exozytose

## Konstitutive Exozytose
Über die konstitutive oder ungetriggerte Exozytose werden Membranproteine in die Zellmembran integriert und die Biomembran, bestehend aus einer Lipiddoppelschicht, wird erneuert oder erweitert. Dieser Vorgang ist auch als Biogenese der Zellmembran bekannt. Andererseits werden über die konstitutive Exozytose auch Proteine in die extrazelluläre Matrix abgegeben. Diese Art der Exozytose ist besonders wichtig bei Zellen des Binde- und Stützgewebes, wie z. B. Fibroblasten und Osteoblasten.

## Stimulierte Exozytose
Die Aktivierung der stimulierten bzw. getriggerten Exozytose erfordert einen spezifischen Reiz. Meist ist dieser Reiz ein Hormon, das sich an einen spezifischen Rezeptor auf der Zelloberfläche bindet, dadurch eine Signalkaskade im Inneren der Zelle auslöst, welche dann im Endeffekt die Verschmelzung des Exosoms mit der Zellmembran zur Folge hat.
Diese Form der Exozytose spielt eine wichtige Rolle bei der Abgabe von Hormonen ins Blut und der Abgabe von Verdauungssekreten in den Nahrungsbrei im Verdauungssystem. Ein Beispiel hierfür ist die Insulinabgabe. In den Insulin produzierenden Zellen (Langerhanssche Inseln in der Bauchspeicheldrüse) werden die Hormonmoleküle in Vesikel verpackt und zur Zelloberfläche transportiert. Dort verschmelzen (fusionieren) die Vesikel mit der Zellmembran und das Insulin wird nach außen abgeben.
Auch neue Plasmamembrankomponenten werden so vom Golgi-Apparat – ihrem Herstellungsort – zur Membran transportiert.
Anhand von Abb. 3 werden im Folgenden die grundlegenden Vorgänge schematisch dargestellt. Sie spielen sich auf molekularer Ebene im Nanometerbereich ab und laufen mit noch mehr Zwischenschritten ab.

Abb. 3: Schematische Darstellung der Signaltransduktion in der Abfolge einer getriggerten Exozytose

1. Ein Rezeptor auf der Zelloberfläche wird durch einen Liganden (z. B. ein Hormon) in eine aktive Form versetzt. Hierdurch ist er in der Lage, spezifische, frei im Cytosol schwimmende Moleküle zu verändern. Aus ATP entsteht so cAMP und aus PInsP2 entstehen InsP3 und DAG. Jeder Rezeptor kann dabei öfter als einmal die genannten Stoffe spalten, so lange, bis sich der Ligand von ihm löst.
2. InsP3 und cAMP bewirken ihrerseits eine Konformationsänderung eines anderen Transmembranmoleküls. Dieses Molekül ist ein Carrier-Molekül, das in seiner aktiven Form den Einstrom von Kalziumionen (Ca2+) in die Zelle ermöglicht. Dieser zweite Schritt in der Signaltransduktion stellt eine Verstärkung des Anfangssignals dar.
3. Das DAG bewirkt eine Aktivierung eines transmembranen Carriers in der Membran des Endoplasmatischen Retikulums, in dem Kalziumionen gespeichert sind.
4. Das Ca2+ aus diesen beiden Quellen strömt nun in die Zelle ein und bewirkt, dass das Exosom an die Zelloberfläche gebracht wird und dort mit der Zellmembran verschmilzt, wonach das nun leere Exosom wieder in das Zellinnere zurücktransportiert wird (Vesicle Recycling). Der Transport des Exosoms an sich erfordert zahlreiche Moleküle des Cytoskeletts wie Mikrotubuli-Moleküle, die man als eine Art Schienen betrachten kann sowie ATP-verbrauchende Kinesin-Moleküle, die das Exosom an den Mikrotubuli entlang mit sich ziehen (nicht in der Darstellung enthalten).

Die Exozytose ist auf molekularem Level ein kompliziertes Wechselspiel zwischen verschiedensten Molekülen und folgt genau definierten Funktionsabläufen. Sie hat sich jedoch im Laufe der Evolution als erfolgreich und effektiv erwiesen.